# 신오리 미사일 기지

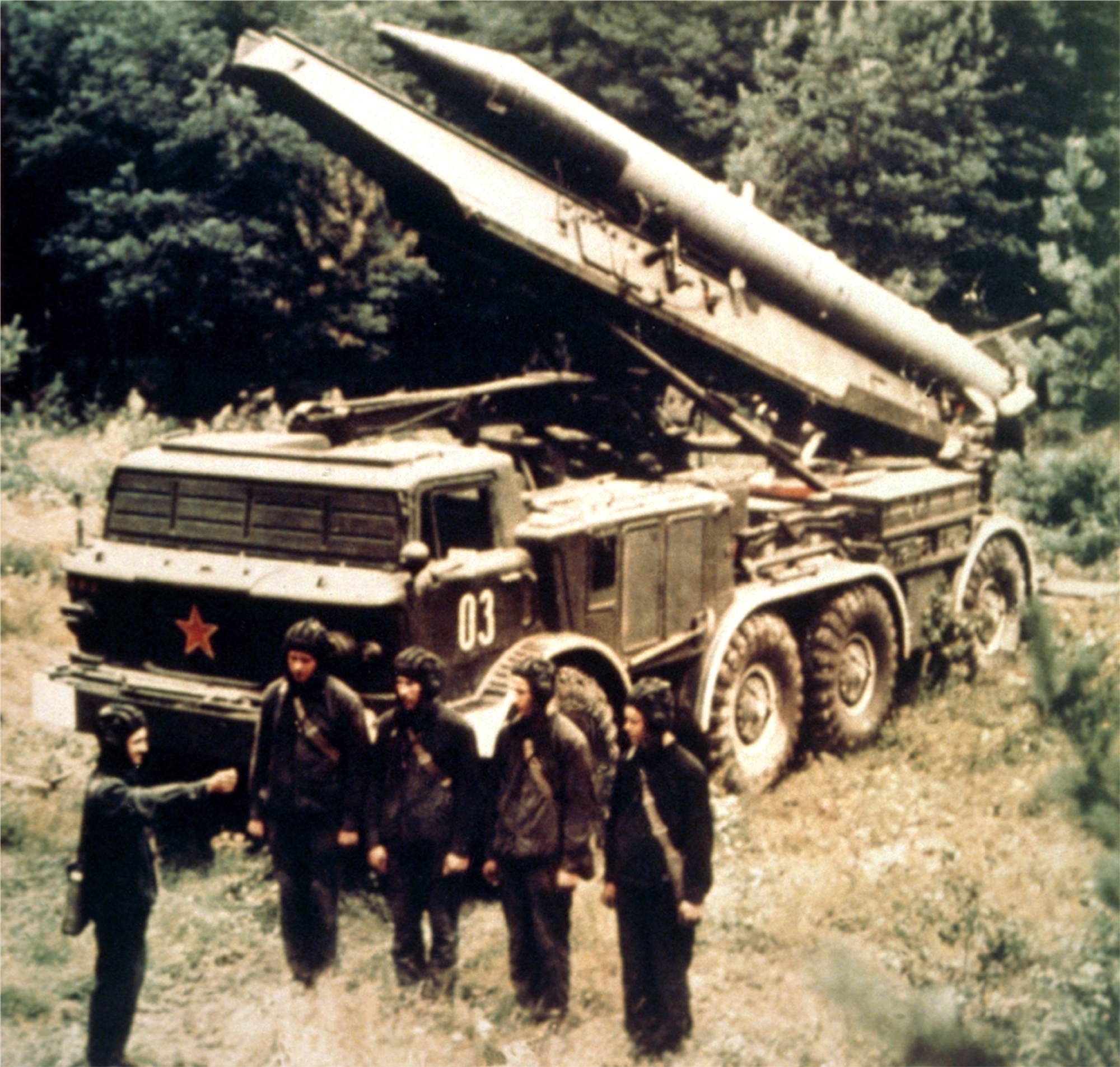
FROG-7 미사일

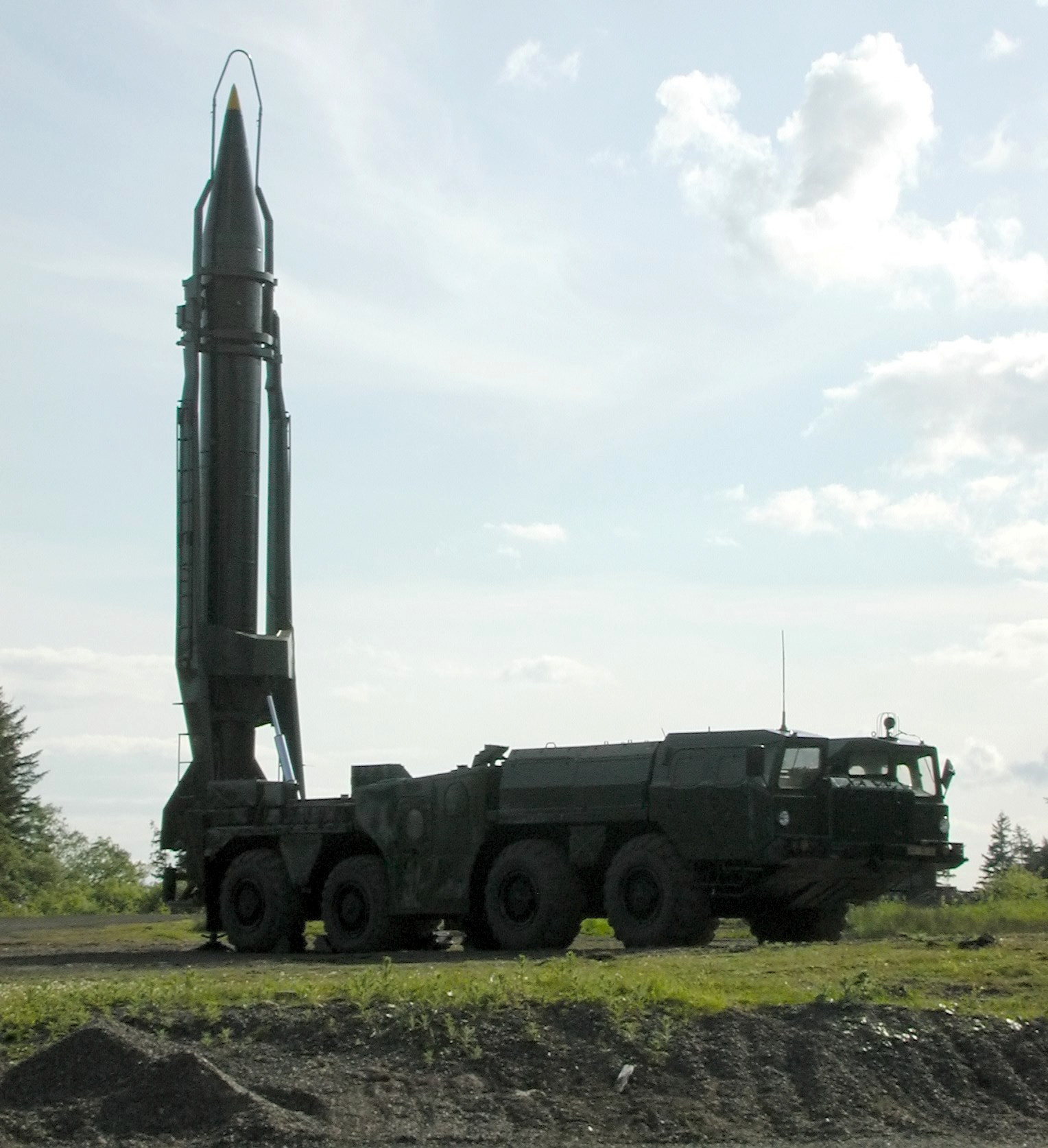
스커드 미사일

신오리 미사일 기지는 평안북도 운전군 신오리에 위치한 조선인민군 전략군의 탄도 미사일 기지이다.

## 역사
2019년 1월 21일, CSIS의 한반도 전문 웹사이트인 비욘드 패러랠(Beyond Parallel)이 발표한 보고서에서 북한의 '신오리 미사일 기지(Sino-ri missile operating base)'를 주목했다. 2018년 11월 황해북도 삭간몰 미사일 기지 공개에 이은 두 번째 공개다. CSIS는 신오리에 조선인민군 전략군의 노동 미사일 여단 본부가 있다고 한다.
평양으로부터 북서쪽으로 77 km, 비무장지대(DMZ)로부터 북쪽으로 212 km, 서울로부터 북서쪽으로 270 km 각각 떨어져 있다. 동쪽으로 핵시설로 유명한 영변과 서쪽으로 인공위성 발사로 유명한 동창리 미사일 기지의 사이에 있다.
1970년대 북한의 미사일 부대인 FROG-7 대대가 배치되었다. 1980년대 중반 화성 5호(스커드-B), 1990년대 화성 7호(노동 1호)가 배치되었다. 1999년 10월 대포동 1호 미사일과 기존의 9대에, 다시 9대의 발사차량이 추가됐다는 보도가 있었지만 당시 한국 국방부는 이 같은 사실을 부인했다.
그러나, 조선인민군 전략군의 조직도를 보면, 삭간몰 미사일 기지가 노동 기지인데 비해, 신오리 미사일 기지는 대포동 기지라고 분류되어 있다.
평안북도 신오리는 북한의 대표적인 미사일 기지로 1997년에 배치된 노동 1호 미사일 등 상당수 미사일이 있는 것으로 알려졌다.
김정일은 1999년 초 사거리 1500 km인 노동 1호 50기, 이동식 발사대 9개를 평안북도 정주시 신오리 지역에 1개 대대 규모로 편성했다.
신오리 오봉산을 중심으로 대형 이동식발사차량(TEL 혹은 MEL)이 드나들 수 있을 만한 크기로 만들어진 지하시설 혹은 벙커가 6~9개가 발견됐다.
1997년 9월부터 평안북도 신오리에 노동 1호 100여발 정도를 작전배치해 온 것으로 알려져 있다. 1개 대대는 미사일 36기, 이동식 발사대 9개 정도라고 한다.

## 노동 미사일 여단
여단은 2000명 규모이며, 이동식 발사대 9기, 미사일 50발 정도를 운용한다. 5개 대대로 구성된다.
- 제 1대대 : 미사일 발사대대
- 제 2대대 : 미사일 발사대대
- 제 3대대 : 미사일 발사대대
- 제 4대대 : 미사일 연료주입
- 제 5대대 : 경계임무

## 무수단 미사일
북한의 이동식 미사일은 대표적인 것이 다음과 같다.
- 화성 5호 - 스커드 미사일, 러시아 R-17(스커드-B), 사거리 1000 km 이하, SRBM, 단거리 탄도 미사일
- 화성 6호 - 스커드-C, 사거리 1000 km 이하, SRBM, 단거리 탄도 미사일
- 화성 7호 - 노동 1호, 러시아 R-21, 사거리 1000 km 이상 3000 km 미만, MRBM, 준중거리 탄도 미사일
- 화성 8호 - 대포동 1호
- 화성 9호 - 대포동 2호
- 화성 10호 - 무수단 미사일, 러시아 R-27, 사거리 3000 km 이상 5500 km 미만, IRBM, 중거리 탄도 미사일

조선인민군 전략군의 조직도를 보면, 북한에는 9개의 이동식 미사일 기지가 있다. 6곳은 노동, 3곳은 대포동이라고 한다. 그러나, 대포동 1호는 이동식 미사일이 아니다. 이동식 미사일로 노동 다음급은 무수단이다. 신오리는 대포동을 운용하는 3개 이동식 미사일 기지 중에 한 곳이라는데, 대포동이 아니라 무수단을 말하는 것일 수도 있다. 아니면, 한국이 분류하지 않은 다른 이동식 미사일 화성 8호, 화성 9호가 있을 수 있다.